# 圧力センサ
圧力センサ（あつりょくセンサ）は、圧力を検知するセンサ。
MEMSで一般的な圧力センサはダイアフラムゲージ(diaphragm gauge)で、隔膜（ダイアフラム）に加わる圧力を膜の変形として検出する。
変形を検出する方法には静電容量の変化やひずみゲージを使う。小型の血圧計などに使われている。
膜に耐腐食性の材料を使用すれば、反応性の液体や気体の圧力も計測できる。
その他に気体によるダンピングが気圧に依存することを利用して、振動子のQ値の変化を検出することで気圧を検出するタイプの圧力計もある。
一定圧力で作動する接点検出式の圧力スイッチも含まれる。